# Gilbert Bonvin
Pour les articles homonymes, voir Bonvin.
Gilbert Bonvin (né le 13 février 1931 à Annecy et mort le 17 juillet 1983 dans le 2e arrondissement de Lyon) est un footballeur français. Il était défenseur.

## Palmarès
- Champion de France en 1956 avec l'OGC Nice
- Champion de France de D2 en 1954 avec l'Olympique lyonnais

## Statistiques
- 7 matchs et 0 but en Coupe des champions
- 176 matchs et 1 but en Division 1
- 79 matchs et 4 buts en Division 2